# Ґодзілла проти Мехаґодзілли (фільм, 2002)
«Ґодзілла проти Мехаґодзілли» (яп. ゴジラ×メカゴジラ; також відомий під назвою «Ґодзілла проти Мехаґодзілли 3») — фантастичний японський кайдзю-фільм режисера Масаакі Тедзукі. Це двадцять шостий фільм про гігантський динозавра Ґодзіллу, четвертий про робота Мехаґодзіллу і перший в епо́сі Міленіум, де з'являється Мехаґодзілла (тут частіше іменований «Кір'ю»). У японському кінопрокаті фільм вийшов 14 грудня 2002 року, майже через рік після попереднього фільму. Реліз фільму на DVD відбувся в 2004 році.
Каноном до цього фільму є такі фільми, як «Ґодзілла» (1954), «Родан», "Великий монстр Варан, «Мотра» (1961), «Зловісна зірка Горас», «Атрагон», «Догора», «Франкенштейн проти Барагона», «Війна гаргантюа», «Втеча Кінг-Конга» та «Космічна Амеба». Фільм «Ґодзілла: Токіо S.O.S» є прямим продовженням цього фільму.

## Сюжет
У 1999 році під час битви з Ґодзіллою через помилку техніка Акане Ясіро помирає багато людей, машинк з якими розчавлює Ґодзілла. Вчені, серед яких Токюміцу Юхара, збираються створити робота Мехаґодзіллу, також названого «Кір'ю», для боротьби з Ґодзіллою. Вони збираються побудувати його навколо скелету першого Ґодзілли, взятого за опору. Коли робота було збудовано, Акане Ясіро стає головним пілотом, що не подобається деяким її товаришам по ескадрильї, наприклад Сюсуму Хаямі, брат якого помер через помилку Акане.
Пізніше з'являється Ґодзілла. Проти нього випускають Мехаґодзіллу і починається битва. Але рев Ґодзілли пробуджує генетичні спогади Кір'ю, який був збудований навколо скелету першого Ґодзілли, взятого за опору. Кір'ю виходить з-під контролю і починає руйнувати місто, а Ґодзілла відступає. Кір'ю розряджається і перестає працювати.
Токюміцу разом з дочкою знайомляться з Акане. Пізніше Ґодзілла знову нападає, а армія випускає Кір'ю. Починається битва між Ґодзіллою і Кір'ю. Мехаґодзілла майже використовує свою гармату Абсолютного Нуля, яка здатна заморозити все, що завгодно, але Кір'ю виходить з ладу. Акане вирішує пробратися в Мехаґодзіллу особисто та взяти його на ручне керування. Перед цим Хаяма бажає їй удачі, що означає, що він пробачив її. Тепер, під контролем Акане, Кір'ю заморожує Ґодзіллу разом з частиною океану, в якому він знаходився. Ґодзілла виживає, але через великі поранення, які він отримав в ході битви, відступає в океан. У сцені після титрів Акане погоджується повечеряти з Токюміцу та його дочкою Сарою та віддає честь Кірю.

## Кайдзю
- Ґодзілла
- Кір'ю
- Мотра
- Гайра
- Меха-Трилобіт

## В ролях
- Юміко Сакю — лейтенант Акане Ясіро
- Сін Такума — доктор Токюміцу Юхара
- Кана Онодера — Сара Юхара
- Ко Такасугі — Тогасі
- Акіра Накао — прем'єр-міністр Хаято Ігарасі
- Юсуке Томоі — лейтенант Сюсуму Хаяма
- Дзюн'іті Мідзуно — лейтенант Кедзі Секіне
- Кумі Мідзуно — Матіко Цуге
- Йосікадзу Кано — Хісінума
- Такео Накахара — Ітіянагі
- Коіті Уеда — Добасі
- Мідорі Хагіо — Каорі Ямада
- Акіра Сіраі — Сіндзі Акамацу
- Наомаса Рокудайра — доктор Горо Канно
- Місато Танака — медсестра
- Тосіюкі Нагасіма — Міягава
- Цутому Кітагава — Ґодзілла
- Хірофумі Ісігакі — Кір'ю
- Хідекі Мацуі — камео
- Такехіро Мурата — камео

## Касові збори
Бюджет фільму склав ¥1 млрд ($8,5 млн), касові збори ж майже вдвічі перевищили витрати і склали ¥1,91 млрд ($16 млн).

## Особливості фільму
Це другий фільм про Ґодзіллу режисера Масаакі Тедзуки. Перед цим він зняв фільм «Ґодзілла проти Мегагіруса», тому зовнішній вигляд Ґодзілли і саундтрек цього фільму нагадують зовнішній вигляд Ґодзілли і саундтрек «Ґодзілли проти Мегагіруса». Другорядні ролі в фільмі «Ґодзілла проти Мехаґодзілли» дісталися Місато Танаці і Тосіюкі Нагасімі, які до цього також знялися в фільмі «Ґодзілла проти Мегагіруса».
У цьому фільмі Мехаґодзілла ззовні більше схожий на Мехаґодзіллу з фільму «Ґодзілла проти Мехаґодзілли» 1974 року, ніж на Мехаґодзіллу з фільму «Ґодзілла проти Мехаґодзілли II».
У першій сцені з Токюміцу показаний механізований трилобіт. Це відсилання на оригінальний фільм 1954 року, в якому також присутній трилобіт. 

Японський бейсболіст Хідекі Мацуї з'явився в двох епізодах фільму і зіграв самого себе. 

Також незначна роль дісталася Такехіро Мураті, який до цього знявся в фільмі «Ґодзілла 2000». 

Масаакі Тезука був не лише режисером фільму. Він сам знявся у другорядній ролі власного фільму. Він зображував співробітника технічного обслуговування, який проходить повз Акане у фінальній сцені після титрів.